# Hyphessobrycon chiribiquete
Hyphessobrycon chiribiquete — прісноводна риба родини харацинових (Characidae). Описаний у 2020 році.

## Поширення
Вид поширений в Колумбії та Перу. Трапляється у басейнах річок Какета та Укаялі. Вид названий по типовому місцезнаходженню — Національний парк Чірібікете.